# Gonomyia aequidens
Gonomyia aequidens är en tvåvingeart som beskrevs av Alexander 1938. Gonomyia aequidens ingår i släktet Gonomyia och familjen småharkrankar. Inga underarter finns listade i Catalogue of Life.